# Вержбицкий, Феликс Клементьевич
Феликс Клементьевич Вержбицкий (1908 — 1986) — советский разведчик польского происхождения, соратник Иосифа Григулевича, подпольный псевдоним «Бесерро».

## Биография
Родился в 1908 году в Польше.
Жил в Западной Украине, которую с семьёй покинул в 1920-х годах, уехав в Аргентину. Трудился на сельскохозяйственных фермах, потом — ремонтником в порту. Среди других выходцев из Восточной Европы, был завербован советским разведчиком Иосифом Григулевичем, который поручил Феликсу Вержбицкому руководство Д-группой по изготовлению взрывных устройств. Вержбицкий снял помещение рядом с портом, где наладил изготовление мин, в качестве помощника привлёк своего друга — рабочего порта Павла Борисюка, приехавшего в Аргентину с Волыни. Благодаря деятельности поляка были потоплены суда, перевозившие из Южной Америки стратегическое сырьё для фашистской Германии; в порту Буэнос-Айреса сожжён склад с 40 тыс. тонн селитры, подготовленной для вывоза в Германию. В конце 1944 года в результате взрыва при изготовлении зажигательных снарядов Вержбицкий был тяжело ранен — потерял руку, ему удалили левый глаз, он почти полностью лишился зрения. 
Вержбицкий сразу был нелегально переправлен в Уругвай, куда позже вывезли его русскую жену Марию Григорьевну и двоих детей — близнецов Луиса и Анхелику. Третий их ребёнок — дочь Соня, родилась в Уругвае в 1951 году. В 1956 году семья Вержбицких переехала в СССР. Феликс Клементьевич жил и работал штамповщиком в Люберцах на предприятии Всероссийского общества слепых; жена — швеёй на галантерейном предприятии (пережила мужа на шесть лет). Сын Луис Феликсович Вержбицкий в 1980-х годах работал в наградном отделе Госкомспорта СССР, в качестве носителя языка снимался в обучающем цикле кинопередач Центрального телевидения СССР «Говорите по-испански».
В марте 1968 года был награжден орденом Отечественной войны 1-й степени «За мужество и самоотверженность, проявленные в борьбе против фашистской Германии в период Второй мировой войны».
Умер 25 апреля 1986 года в Москве.